# 少羽凤尾蕨
少羽凤尾蕨（学名：Pteris ensiformis var. merrillii）为凤尾蕨科凤尾蕨属下的一个变种。

## 扩展阅读
- 維基物種上的相關：少羽凤尾蕨